# スタディオ・ジュゼッペ・モッカガッタ
スタディオ・ジュゼッペ・モッカガッタ（Stadio Giuseppe Moccagatta）は、イタリア・ピエモンテ州アレッサンドリアにあるサッカースタジアム。USアレッサンドリア・カルチョ1912がホームスタジアムとしている。

## 概要
スタジアムの名称は、1946年に急逝したアレッサンドリア市長でUSアレッサンドリア・カルチョ1912の会長を務めていたジュゼッペ・モッカガッタが由来。
2018年に同じピエモンテ州のユヴェントスFCがリザーブチームを発足し、U-23ユヴェントスFCも同スタジアムを利用している。